# 210-е годы до н. э.
210-е (две́сти деся́тые) го́ды до на́шей э́ры по пролептическому юлианскому календарю — промежуток времени с 1 января 219 года до н. э. по 31 декабря 210 года до н. э., включающий с 219 по 211 годы 9-го десятилетия  и 210 год 10-го десятилетия III века 1-го тысячелетия до н. э. Им предшествовали 220-е годы до н. э., за ними следовали 200-е годы до н. э. Они закончились 2235 лет назад.
Это десятилетие включает в себя годы с 219 год до н. э. по 210 год до н. э.

## Важнейшие события
- Вторая Пуническая война (218—201 г. до н. э.; Ганнибал).
- 210 — Власть в Спарте захватывает Маханид.
- 210 — Филипп опустошил Иллирию, повернул Пелагонию и взял Синтию, город дарданцев, потом пошёл во Фракию на медов и захватил их столицу Иамфорину. Маханид донимал ахейцев на границах, этолийцы опустошали земли Ахайи, переправив войско через пролив между Навпактом и Патрами.
- 210—204 — Восточный поход Антиоха III.
- Ок.210 — Вспыхивает массовое восстание на севере Египта.
- 210 — Хунны вернулись к Иньшаню, не встретив сопротивления. Тумань начал войну с юэчжами. Модэ удалось бежать. Тумань дал ему в управление тумен. Модэ обучил военному делу свою конницу

## Правители
- 210[1] — Консулы Марк Клавдий Марцелл (плебей) и Марк Валерий Левин (2-й раз) (патриций). Для выборов диктатор (№ 85) Квинт Фульвий Флакк, начальник конницы Публий Лициний Красс. Цензоры Луций Ветурий Филон (патриций) и Публий Лициний Красс Дивит (плебей).
- 210 — карфагенские войска окончательно покинули Сицилию. В Испанию послан Публий Корнелий Сципион Африканский (ок.237-183) (сын Публия Сципиона).
- 210 — Гибель под Гердонией Гнея Фульвия Центимала.
- 210—207 — Правитель Спарты Маханид.
- 210 — Смерть Цинь Шихуанди. Похоронен вместе с изготовленной из глины армией. Его старший сын Фу Су находился в Ордосе в ставке Мэнь Тяня. Канцлер Ли Сы возглавлял легистов. Евнух Чжао Гао послал Фу Су фальшивый приказ за подписью Цинь Ши хуанди с предписанием покончить с собой. Несмотря на уговоры Мэнь Тяня, Фу Су исполнил приказ.
- 210—207 — Император Китая Эр Ши (Ху Хай), сын Цинь Шихуанди.
- 210 — Власть захватил Чжао Гао. Мэнь Тянь и Ли Сы казнены. Чжао Гао открыто угнетал народ.